# Live at the Whisky
Live at the Whisky es el segundo álbum en vivo de la banda estadounidense de rock progresivo Kansas y fue publicado en 1992 por Intersound Records.  Fue relanzado en Alemania por Nibelung Records en 1993.
Este álbum en directo fue grabado el 5 de abril de 1992 en el club nocturno Whisky a Go Go, ubicado en Los Ángeles, California, Estados Unidos.  En este concierto aparece como músico invitado el guitarrista y teclista Kerry Livgren.
Este disco contiene una canción extra: «Lonely Street», la cual fue grabada en el Agora Ballroom en Cleveland, Ohio, EE. UU., en 1975. La versión alemana de Live at the Whisky contiene la melodía «Journey From Mariabronn» como tema adicional.

## Recepción de la crítica
Live at the Whisky fue juzgado fuertemente por el crítico de Allmusic Mark W.B. Allender, afirmando que Steve Walsh no salió en su mejor día y que falló en su canto, debido al abuso de sustancias nocivas.  También comentó que el álbum no fue grabado con la calidad adecuada.

## Lista de canciones

### Versión estadounidense
| Side one |                                                |                                                                                         |          |  |
| N.º      | Título                                         | Escritor(es)                                                                            | Duración |  |
| 1.       | «Introduction»                                 |                                                                                         | 1:01     |  |
| 2.       | «Howlin' at the Moon From Magnus Opus»         | Steve Walsh / Kerry Livgren / Robby Steinhardt / Rich Williams / Dave Hope / Phil Ehart | 1:31     |  |
| 3.       | «Paradox»                                      | Walsh / Livgren                                                                         | 4:11     |  |
| 4.       | «Point of Know Return»                         | Walsh / Steinhardt / Ehart                                                              | 4:44     |  |
| 5.       | «Song for America»                             | Kerry Livgren                                                                           | 8:57     |  |
| 6.       | «The Wall»                                     | Walsh / Livgren                                                                         | 6:07     |  |
| 7.       | «Hold On»                                      | Kerry Livgren                                                                           | 4:18     |  |
| 8.       | «Dust in the Wind»                             | Kerry Livgren                                                                           | 3:52     |  |
| 9.       | «Miracles Out of There»                        | Walsh / Livgren                                                                         | 6:30     |  |
| 10.      | «Mysteries and Mayhem»                         | Walsh / Livgren                                                                         | 4:54     |  |
| 11.      | «Portrait (He Knew)»                           | Walsh / Livgren                                                                         | 5:45     |  |
| 12.      | «Carry On Wayward Son»                         | Kerry Livgren                                                                           | 6:51     |  |
| 13.      | «Down the Road»                                | Walsh / Livgren                                                                         | 5:51     |  |
| 14.      | «Lonely Street» (en el Agora Ballroom en 1975) | Walsh / Williams / Hope / Ehart                                                         | 6:28     |  |

### Versión alemana
| Side one |                                        |                                                        |          |  |
| N.º      | Título                                 | Escritor(es)                                           | Duración |  |
| 1.       | «Introduction»                         |                                                        | 1:01     |  |
| 2.       | «Howlin' at the Moon From Magnus Opus» | Walsh / Livgren / Steinhardt / Williams / Hope / Ehart | 1:31     |  |
| 3.       | «Paradox»                              | Walsh / Livgren                                        | 4:11     |  |
| 4.       | «Point of Know Return»                 | Walsh / Steinhardt / Ehart                             | 4:44     |  |
| 5.       | «Song for America»                     | Kerry Livgren                                          | 8:57     |  |
| 6.       | «The Wall»                             | Walsh / Livgren                                        | 6:07     |  |
| 7.       | «Hold On»                              | Kerry Livgren                                          | 4:18     |  |
| 8.       | «Dust in the Wind»                     | Kerry Livgren                                          | 3:52     |  |
| 9.       | «Miracles Out of There»                | Walsh / Livgren                                        | 6:30     |  |
| 10.      | «Mysteries and Mayhem»                 | Walsh / Livgren                                        | 4:54     |  |
| 11.      | «Portrait (He Knew)»                   | Walsh / Livgren                                        | 5:45     |  |
| 12.      | «Carry On Wayward Son»                 | Kerry Livgren                                          | 6:51     |  |
| 13.      | «Down the Road»                        | Walsh / Livgren                                        | 5:51     |  |
| 14.      | «Journey From Mariabornn»              | Walsh / Livgren                                        | 12:12    |  |

## Créditos

### Kansas
- Steve Walsh — voz principal y teclados
- David Ragsdale — violín y guitarra
- Rich Williams — guitarra
- Billy Greer — bajo
- Phil Ehart — batería
- Greg Robert — teclados
- Dave Hope — bajo (en la canción «Lonely Street»)

### Músico invitado
- Kerry Livgren — guitarra (en las canciones «Dust in the Wind», «Carry On Wayward Son» y «Lonely Street»)

### Equipo de producción
- Phil Ehart — productor
- Jeff Glixman — productor y mezclador
- Guy Charbonneau — ingeniero de sonido
- Wally Tragoutt — masterizador
- Mark Richardson — asistente de mezclador
- Kevin Reeves — edición
- Scott Larsen — director de arte
- Laurie Anderson — diseño
- Steven Parke — diseño de portada
- Ginny Nichols — fotógrafo